# Cybergeo
Cybergeo est une revue numérique européenne multilingue de géographie en accès ouvert. Créée en 1996 par la géographe française Denise Pumain, c'est la première revue de géographie européenne ouverte et en ligne. D'envergure internationale, elle est considérée aujourd'hui comme une des principales revues de géographie.

## Description
Dans le but d'élargir l'échange des idées, des méthodes et des résultats, elle publie dans les principales langues européennes (français, anglais, espagnol, italien, allemand, grec, suédois). Elle est ouverte largement sur la géographie, sans parti pris d'école ni de thématique, et garantit un bon niveau scientifique des articles en les soumettant à un comité de lecture international. Elle propose par ailleurs des recensions d'ouvrages et publie un blog Cybergeo Conversation ouvert aux textes d’opinion.
Cybergeo est hébergée depuis 2007 par le portail de revues scientifiques en ligne OpenEdition Journals. 
Les soumissions se font spontanément sur le site de soumission. Les articles sont publiés au fil de l'eau au fur et à mesure de leur acceptation dans dix rubriques thématiques :
- Politique, Culture, Représentations
- Espace, Société, Territoire
- Systèmes, Modélisation, Géostatistiques
- Épistémologie, Histoire de la géographie, Didactique
- Cartographie, Imagerie, SIG
- Environnement, Nature, Paysage
- Aménagement, Urbanisme
- Science et Toile
- GeOpenMod - Modèles et logiciels
- Data papers

Cybergeo est sur la liste des revues de géographie référentes CNU/AERES et soutenue par le CNRS. Elle est indexée par JournalBase et la base des bibliothèques Mir@bel.

## Direction
- 1996-2022 : Denise Pumain (fondatrice)
- depuis 2022: Éric Denis[6]